# Stefanie Remlinger

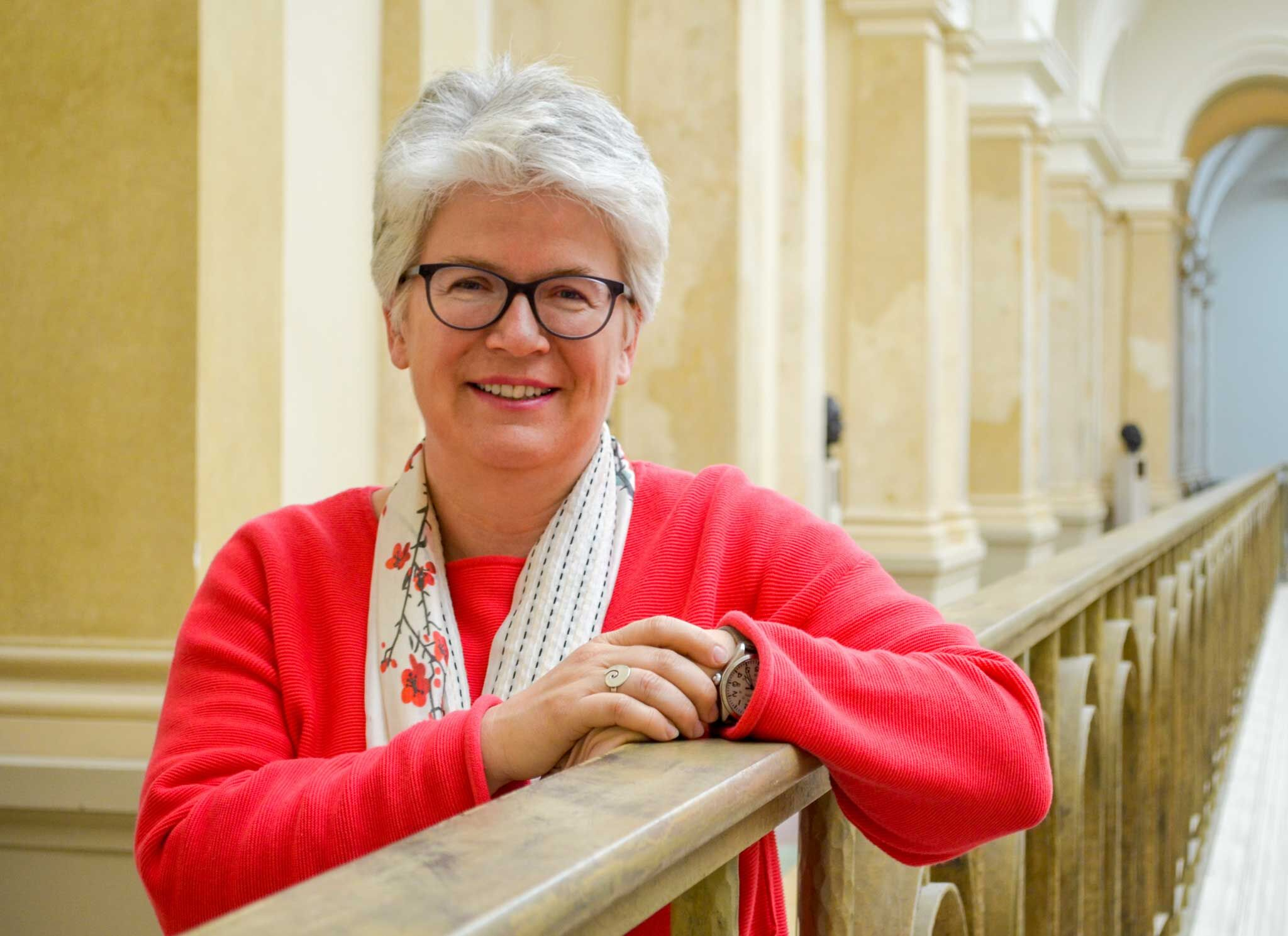
Stefanie Remlinger (2018)

Stefanie Remlinger (* 19. November 1970 in Ellwangen) ist eine deutsche Politikerin (Bündnis 90/Die Grünen). Sie war von 2011 bis 2021 im Abgeordnetenhaus von Berlin. Seit Oktober 2022 ist sie Bezirksbürgermeisterin von Berlin-Mitte.

## Leben
Remlinger studierte Sprachen, Wirtschafts- und Kulturraumstudien an der Universität Würzburg und an der Universität Passau. Seit ihrem Umzug nach Berlin 1999 war sie neben dem Beruf politisch aktiv, unter anderem bei Bündnis 90/Die Grünen in Pankow. 2005 wurde sie zur Vorsitzenden des Kreisverbands Pankow gewählt, von 2006 bis 2011 war sie Sprecherin der Fraktion in der Bezirksverordnetenversammlung Pankow. Ihre politischen Schwerpunkte lagen dabei vor allem in den Bereichen Jugend und Bildung. Darüber hinaus ist sie seit 2009 Sprecherin der Landesarbeitsgemeinschaft Bildung von Bündnis 90/Die Grünen Berlin.
Bei der Wahl zum Abgeordnetenhaus von Berlin 2011 zog Stefanie Remlinger als Nachrückerin über die Landesliste von Bündnis 90/Die Grünen ins Berliner Abgeordnetenhaus ein. Sie war außerdem Kandidatin für den Wahlkreis Pankow 9, unterlag dabei jedoch Nikolaus Karsten (SPD). Als Sprecherin für Bildung, Berufliche Bildung und Haushaltspolitik ist sie Mitglied des Ausschusses für Bildung, Jugend und Familie, des Hauptausschusses und der Unterausschüsse Bezirke sowie Produkthaushalt und Personalwirtschaft. 2013 wurde sie außerdem zur stellvertretenden Vorsitzenden ihrer Fraktion gewählt.
Im November 2015 wurde Stefanie Remlinger im Vorlauf zur Wahl zum Abgeordnetenhaus von Berlin 2016 erneut zur Kandidatin für den Wahlkreis 9 in Pankow gewählt. Sie stand auf Platz elf der Landesliste von Bündnis 90/Die Grünen, über sie bei den Wahlen zum Berliner Abgeordnetenhaus 2016 ins Parlament einzog. Bei der Abgeordnetenhauswahl 2021 verlor sie ihr Mandat, bei der Wiederholungswahl 2023 schaffte sie dann allerdings wieder den Einzug. Als Bezirksbürgermeisterin von Berlin-Mitte verzichtete sie auf ihr Mandat.
Vor dem Amt der Bezirksbürgermeisterin war Remlinger im Bezirksamt Mitte Stadträtin und dort für Schule, Sport, Weiterbildung und Kultur verantwortlich. Nach der Abwahl von Stephan von Dassel am 8. September 2022 wurde sie am 20. Oktober 2022 als seine Nachfolge zur Bezirksbürgermeisterin von Berlin-Mitte gewählt.
Sie ist Mitglied der Europa-Union Berlin (EUB) und Gründungsmitglied der überfraktionellen EUB-Parlamentariergruppe im Abgeordnetenhaus.